# Leona (instrumento)

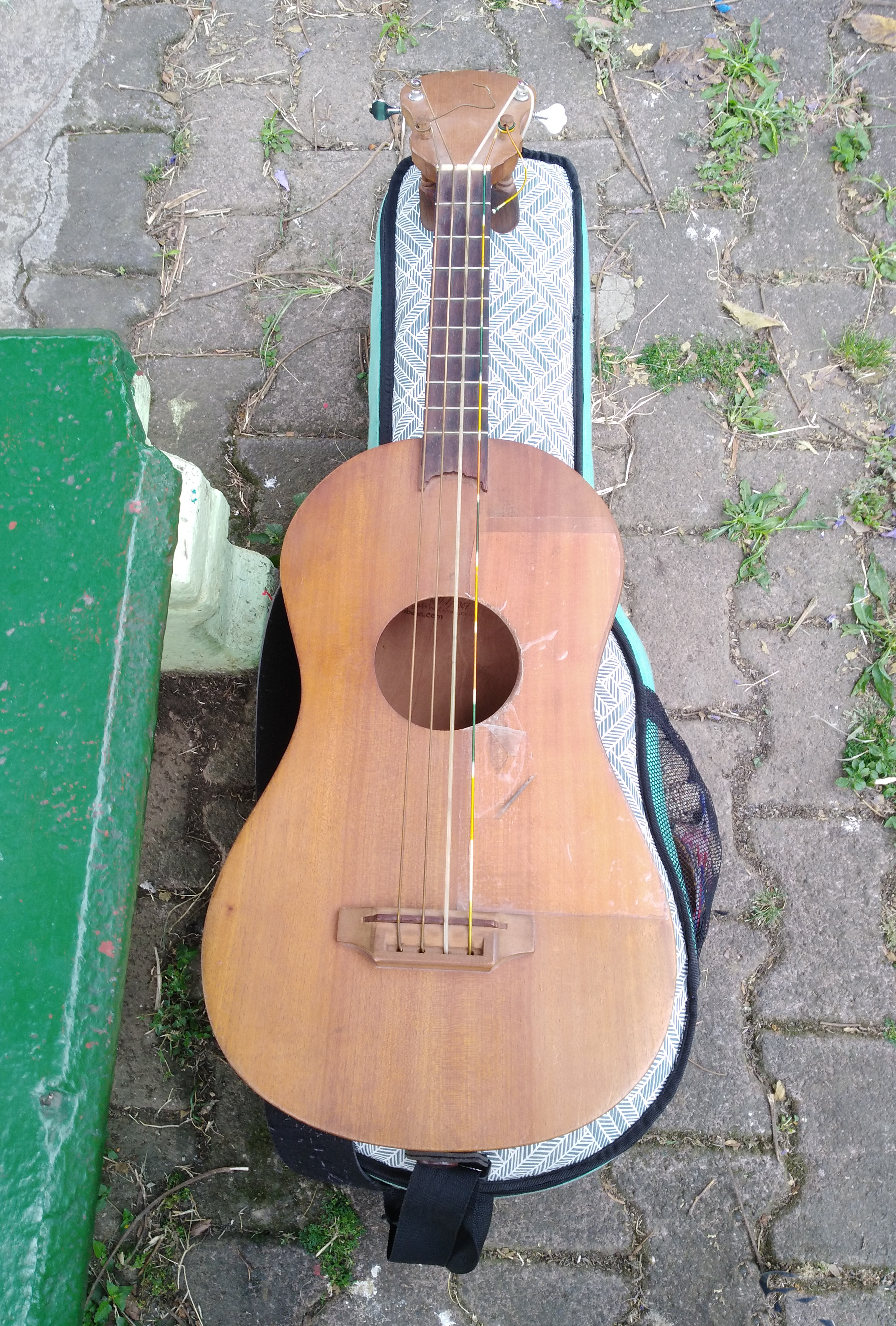
Leona.

La leona (también llamada bumburona, bombona, vozarrona, guitarra grande) es un cordófono de cuerda percutida mexicano de 4 cuerdas que hace la función de bajo en el Son Jarocho. Se percute con una espiga, que suele ser un trozo de hueso o cuerno de toro tallado de 15 centímetros de largo y 1.5 centímetros de ancho. Tiene una forma similar al requinto jarocho. 
La afinación más usada para leona es la siguiente: Do, Re, Sol y Do. También se usa la afinación Sol. (SOL, LA, RE , SOL) para algunas leonas de tamaño pequeño. Estas dos afinaciones no son las únicas.

## Clasificación
Según el trabajo del investigador Francisco García Ranz esta es la clasificación de la familia de la guitarra de son en la que se incluye la leona:
| Nomenclatura     | Extensión acústica | Num de trastes | Rango de registros | Tesitura |
| ---------------- | ------------------ | -------------- | ------------------ | -------- |
| Guitarra grande  | do2 - la3          | 9              | graves             | bajo     |
| Guitarra cuarta  | Sol2 - sol 4       | 12             | graves - medios    | barítono |
| Requinto jarocho | do3 - do5          | 12             | medios             | tenor    |
| Medio requinto   | sol3 - sol5        | 12             | medios - agudos    | alto     |
| Requinto primero | do4 - la5          | 9              | agudos             | soprano  |